# Cross Wars
Cross Wars è un film del 2017 diretto da Patrick Durham.

## Trama
Callan ritorna sulla scena con la sua squadra allo scopo di contrastare il ritorno del malefico Gunnar; ci andrà di mezzo per forza di cose anche il poliziotto Frank Nitti detective in forza alla città di Los Angeles.

## Distribuzione
Il film è stato distribuito in Italia sotto forma di DVD il 15 febbraio 2017.